# Gjörfidalsfjall
Gjörfidalsfjall är ett berg i republiken Island. Det ligger i regionen Västfjordarna, 180 km norr om huvudstaden Reykjavík. Toppen på Gjörfidalsfjall är 430 meter över havet, eller 51 meter över den omgivande terrängen. Bredden vid basen är 1,5 km.
Trakten runt Gjörfidalsfjall är nära nog obefolkad, med mindre än två invånare per kvadratkilometer. Det finns inga samhällen i närheten. Trakten runt Gjörfidalsfjall består i huvudsak av gräsmarker.